# Patrick De Bruyn
Patrick De Bruyn (Halle, 22 augustus 1955) is een Vlaams misdaadauteur.

## Biografie
Hij studeerde psychologie en kwam terecht in de personeelsrekrutering.  

## Werk
In 1998 verscheen zijn eerste misdaadroman, File, in 2000 gevolgd door Indringer. Tussen 2001 en 2006 schreef hij de drie thrillers Vermist, Verminkt en Verdoemd. Met Verliefd brak Patrick De Bruyn in 2007 definitief door bij het grote publiek. Passie kwam uit in het voorjaar van 2008. Eveneens in 2008 verscheen een volledig herziene editie van Indringer.
Zijn thrillers worden gekenmerkt door een beschrijving van gewone mensen die door het noodlot of door eigen toedoen in een nachtmerrie belanden.
Zijn boeken werden genomineerd voor de Gouden Strop (1 x), de Diamanten Kogel (2 x) en de Hercule Poirotprijs (4 x).
Met Dodelijk Verlangen won hij de Hercule Poirotprijs 2010.